# Administration photo-cinématographique panukrainienne
L'administration photo-cinématographique panukrainienne (ukrainien : Всеукраїнське фото кіноуправління, translit : Vse-Ukrains'ke Foto Kino Upravlinnia, d'acronyme VUFKU (ukrainien : ВУФКУ)) était un monopole d'État cinématographique qui comprenait toute l'industrie cinématographique ukrainienne de 1922 à 1930. La VUFKU était verticalement intégrée : elle contrôlait la production, la distribution et l'exploitation des films.
La VUFKU a été créée le 13 mars 1922 sous l'égide du Commissaire National à l'Éducation de la RSS d'Ukraine. Une directive émise par le Commissaire et le NKVD (Narodnyi komissariat vnutrennikh del) le 22 avril 1922 a transféré tous les cinémas et toutes les institutions et sociétés des industries photographiques et cinématographiques situés en Ukraine sous la juridiction de la VUFKU.
LA VUFKU devient ainsi propriétaire d'un grand studio à Odessa, et de deux petits studios (appelés ateliers) à Kiev et Kharkiv. Elle a également loué un studio au Commissaire à l'Éducation de Crimée à Yalta. En 1929, le plus grand studio de cinéma VUFKU ouvre ses portes à Kiev. Quatre films ont été produits en 1923, 16 en 1924, 20 en 1927, 36 en 1928 et 31 en 1929. Au cours de ces années, le personnel technique de production des studios est passé de 47 en 1923 à 1 000 en 1929. Le nombre de salles de cinéma a augmenté tout aussi rapidement, passant de 265 en 1914 à 5 394 en 1928.

## Liste de films notables produits par la VUFKU
- 1926 : La tragédie de Trypillia (russe : Трипольская трагедия), réalisé par Alexandre Anoschenko-Anoda (film muet)
- 1926 : Le Petit Fruit de l'amour (ukrainien : Ягідка кохання), réalisé par Alexandre Dovjenko (film muet)
- 1926 : Taras Shevchenko (ukrainien : Тарас Шевченко), réalisé par Piotr Tchardynine (film muet)
- 1927 : La Valise du courrier diplomatique (ukrainien : Сумка дипкур'єра), réalisé par Alexandre Dovjenko (film muet)
- 1927 : Kira-Kiralina (ukrainien : Кіра-Кіраліна), réalisé par Boris Sergueïevitch Glagoline (film muet)
- 1928 : Arsenal (ukrainien : Арсенал), réalisé par Alexandre Dovjenko (film muet)
- 1928 : Zvenigora (ukrainien : Звенигора), réalisé par Alexandre Dovjenko (film muet)
- 1928 : L'homme-cuir (ukrainien : Шкурник), réalisé par Mykola Shpykovsky (film muet)
- 1929 : L'Homme à la caméra (ukrainien : Людина з кіноапаратом), réalisé par Dziga Vertov (documentaire)
- 1929 : Au printemps (ukrainien : Навесні), réalisé par Mikhaïl Kaufman (documentaire muet)
- 1930 : La Terre (ukrainien : Земля), réalisé par Alexandre Dovjenko (film muet)

## Réalisateurs

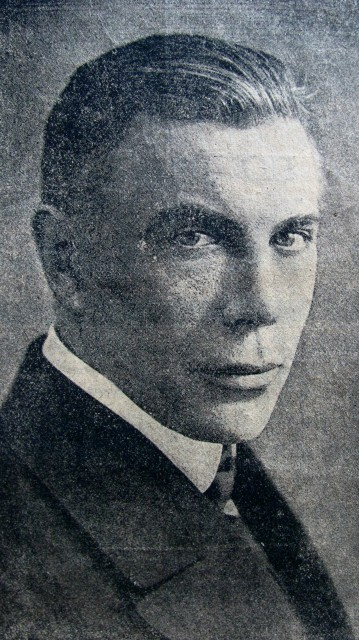
Piotr Tchardynine
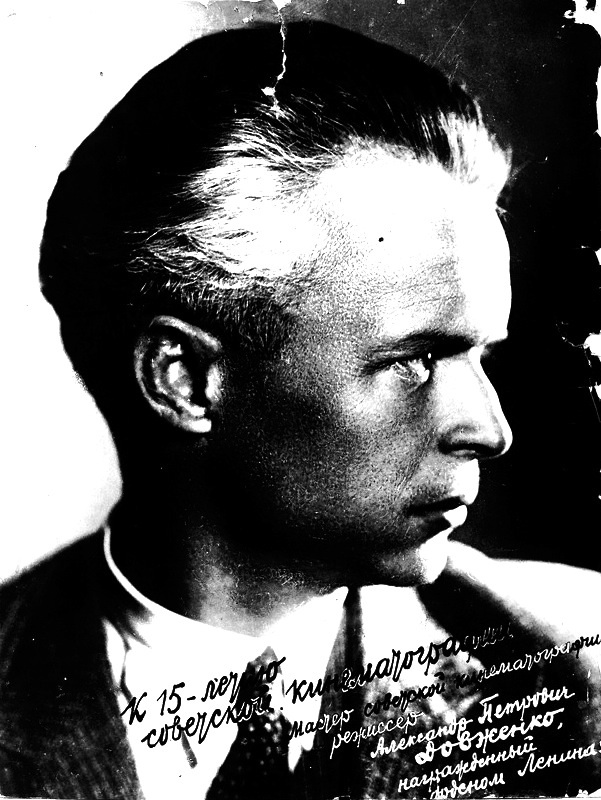
Alexandre Dovjenko